# Bulbophyllum pervillei
Bulbophyllum pervillei är en orkidéart som beskrevs av Robert Allen Rolfe och Scott-elliot. Bulbophyllum pervillei ingår i släktet Bulbophyllum och familjen orkidéer. Inga underarter finns listade i Catalogue of Life.